# 양포초등학교 (구미시)
양포초등학교는 대한민국 경상북도 구미시에 있는 초등학교다.

## 학교 연혁
- 1995년 9월 1일 - 설립 인가
- 1997년 9월 1일 - 개교
- 1998년 3월 1일 - 병설유치원 개원

## 학교 상징
- 교목(校木) - 전나무
- 교화(敎化) - 장미